# Voltchansk
Pour la ville d'Ukraine appelée Voltchansk en russe, voir Vovtchansk.
Voltchansk (en russe : Волчанск) est une ville minière de l'oblast de Sverdlovsk, en Russie. Sa population s'élevait à 9 907 habitants en 2013.

## Géographie
Voltchansk est arrosée par la rivière Voltchanka, un affluent de la Sosva, dans le bassin de l'Ob. Voltchansk se trouve sur le versant oriental de l'Oural, à 21 km au nord du centre administratif du raïon dont elle dépend, Karpinsk, à 347 km au nord de Iekaterinbourg et à 1 402 km à l'est-nord-est de Moscou.

## Histoire
Depuis le XVIIIe siècle, l'emplacement de la ville actuelle de Voltchansk était habité et portait le nom de Valtcha ou Voltcha, plus tard Lesnaïa Voltchanka. La ville est desservie depuis 1935 par la ligne de chemin de fer Serov – Krasnotourinsk (gare « Voronzovka ») – Severoouralsk ; la gare de la ville s'appelle « Lesnaïa Voltchanka ».
En 1942, un gisement de lignite fut découvert et mis en exploitation pour produire de l'électricité et approvisionner les usines sidérurgiques des villes voisines : Karpinsk, Krasnotourinsk et Sérov. Le 31 décembre 1951 une ligne de tramway, aujourd'hui longue de 7 km, fut mise en service. 
En 1956, la localité prit le nom de Voltchansk et reçut le statut de ville. 
L'extraction du lignite a diminué au cours des dernières décennies, entraînant un déclin démographique significatif de Voltchansk.

## Population
Recensements (*) ou estimations de la population
| 1959*  | 1970*  | 1979*  | 1989*  | 2002*  |
| ------ | ------ | ------ | ------ | ------ |
| 25 031 | 18 257 | 14 819 | 14 814 | 11 043 |

| 2006   | 2010*  | 2012  | 2013  | 2014 |
| ------ | ------ | ----- | ----- | ---- |
| 10 408 | 10 010 | 9 803 | 9 643 | -    |